# プレシヒ
プレシヒ (ドイツ語: Pressig) は、ドイツ バイエルン州 オーバーフランケン行政管区 クローナハ郡の市場町。

## 地理

### 位置
プレシヒは、フランケンヴァルト自然公園内に位置する。

### 町の構成
この町は、公式には14の地区 (Ort) からなる。このうち孤立農場などを除く集落を以下に列記する。
- ブラウアースドルフ
- アイラ
- フェルチェンドルフ
- フリーダースドルフ
- グレッサウ
- マイエンロート
- ポセック・イム・バイエルン
- プレシヒ
- ローテンキルヒェン
- ヴェリッチュ

ヴェリッチュは100人ほどの集落でバイエルン＝テューリンゲンの州境に位置している。ヴェリチュの集落をテッタウ川が流れている。プレシヒとテッタウをかつて結んでいた線路跡沿いに境界の標識がある。

## 歴史
1377年、ローテンキルヒェンが市場権を獲得、1956年にこれがプレシヒに移された。

## 行政
プレシヒの町議会は町長を含めて17議席。

### 紋章
紋章の図柄：青地に、図形化された銀色のユリが3つ並んで描かれた上部の下は、銀地に大きく農夫が描かれている。農夫は青いコート、赤いヴェスト、黒いズボンに黒い帽子を身につけている。右手には2本の穂を斜めに組違いに持っている。左肩の上に、6つ角のある赤い星が描かれる。

### 友好都市
- ヴァレルン・アン・デア・トラットナハ（オーストリア、オーバーエースターライヒ州）

## 引用
1. ↑  https://www.statistikdaten.bayern.de/genesis/online?operation=result&code=12411-003r&leerzeilen=false&language=de Genesis-Online-Datenbank des Bayerischen Landesamtes für Statistik Tabelle 12411-003r Fortschreibung des Bevölkerungsstandes: Gemeinden, Stichtag (Einwohnerzahlen auf Grundlage des Zensus 2011)
2. ↑  Bayerische Landesbibliothek Online